# Pemónia
Pemónia, en grec moderne : Πεμόνια, est un village du dème d'Apokóronas, dans le district régional de La Canée, de la Crète, en Grèce. Selon le recensement de 2011, la population de Pemónia compte 107 habitants.
Le village est situé à 29 km de La Canée et à une altitude de 210 mètres.

## Recensements de la population
| Recensements | 1900 | 1920 | 1928 | 1940 | 1951 | 1961 | 1971 | 1981 | 1991 | 2001 | 2011 |
| ------------ | ---- | ---- | ---- | ---- | ---- | ---- | ---- | ---- | ---- | ---- | ---- |
| Population   | 453  | 416  | 394  | 461  | 393  | 357  | 261  | 228  | /    | 150  | 107  |